# Џексон (Вајоминг)
Џексон (енгл. Jackson) град је у америчкој савезној држави Вајоминг.

## Демографија
По попису из 2010. године број становника је 9.577, што је 930 (10,8%) становника више него 2000. године.
| Група             | 2000.         | 2010.         |
| Белци             | 7.404 (85,6%) | 6.628 (69,2%) |
| Афроамериканци    | 18 (0,2%)     | 35 (0,4%)     |
| Азијати           | 54 (0,6%)     | 138 (1,4%)    |
| Хиспаноамериканци | 1.024 (11,8%) | 2.607 (27,2%) |
| Укупно            | 8.647         | 9.577         |